# جناحية
الثمرة الجناحية (بالإنجليزية: Samara)‏ هي أحد أنماط الثمرة البسيطة الجافة غير المنفتقة (بالإنجليزية: Indehiscent)‏، وهي ثمرة بعض الأشجار مثل القيقب.
تتميز الثمرة الجناحية بقابليتها للطيران بسبب شكلها الذي يشبه المروحة مما يساعدها على الانتشار لمسافات بعيدة.

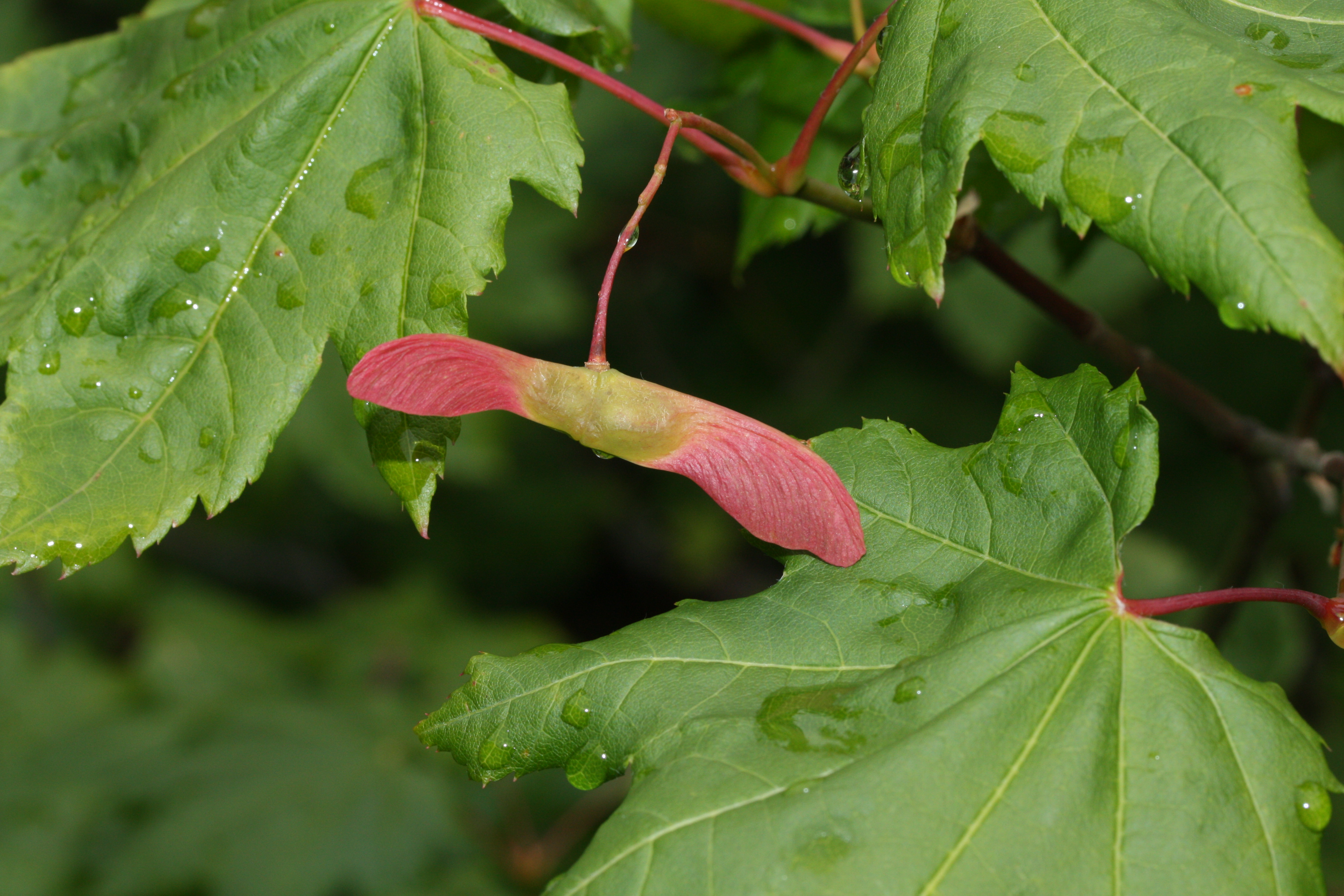
ثمرة القيقب